# Głowacz Knera
Głowacz Knera (Paracottus knerii) – endemiczny gatunek słodkowodnej ryby skorpenokształtnej z rodziny Cottocomephoridae. Jedyny przedstawiciel rodzaju Paracottus.

## Występowanie
Rosja. Zasiedla wody Bajkału (na głębokości do 100 m) oraz dorzecza Angary i Jeniseju.

## Charakterystyka
Osiąga 14–15 cm długości. Zwykle jest mniejszy.